# Грязнуха (приток Сюверни)
Грязнуха — река в Пензенской области России, протекает в Тамалинском районе. Впадает в реку Сюверню в 40 км от её устья по левому берегу, в 1 км к северу от села Ульяновка. Длина реки составляет 14 км, площадь водосборного бассейна — 77,1 км². Высота устья — 162 м над уровнем моря.
На реке стоят деревни Озёрки, Алексеевка и село Ульяновка.

## Данные водного реестра
По данным государственного водного реестра России относится к Донскому бассейновому округу, водохозяйственный участок реки — Ворона, речной подбассейн реки — Хопер. Речной бассейн реки — Дон (российская часть бассейна).
Код объекта в государственном водном реестре — 05010200212107000006397.